# Novo Selo (Peć)
Pour les articles homonymes, voir Novo Selo.
Novosellë en albanais et Novo Selo en serbe latin (en serbe cyrillique : Ново Село) est une localité du Kosovo située dans la commune/municipalité de Pejë/Peć et dans le district de Pejë/Peć. Selon le recensement kosovar de 2011, elle compte 1 817 habitants.

## Démographie

### Évolution historique de la population dans la localité
| 1948 | 1953  | 1961  | 1971  | 1981  | 1991  | 2011  |
| ---- | ----- | ----- | ----- | ----- | ----- | ----- |
| 863  | 1 088 | 1 268 | 1 679 | 2 159 | 2 306 | 1 817 |

|  |

### Répartition de la population par nationalités (2011)
En 2011, les Albanais représentaient 94,44 % de la population.